# エリザベス・ハーレイ
エリザベス・ハーレイ（Elizabeth Hurley, 1965年6月10日 - ）は、イングランド・ベイジングストーク出身のモデル・女優である。作品によっては、エリザベス・ハーレーと表記されることもある。なお、苗字の英語での発音に最も近い表記はハーリーである。

## 経歴
父はアイルランド系の元イギリス陸軍大佐。母はイギリス人の小学校教師。姉と弟がいる。子供の頃からダンスを学ぶ。10代の頃はパンクに夢中になり、鼻にピアスをしたり髪をピンクに染めていたという。
1987年に映画デビュー。1990年代には『オースティン・パワーズ』シリーズに出演した。
1995年、それまでモデル経験はなかったがエスティ・ローダーのモデルに抜擢される。“エリザベス・ピンク”という彼女の名前がついた口紅もある。
近年はプロデューサー業に忙しく、『恋するための3つのルール』などを手がけている。

### プライベート

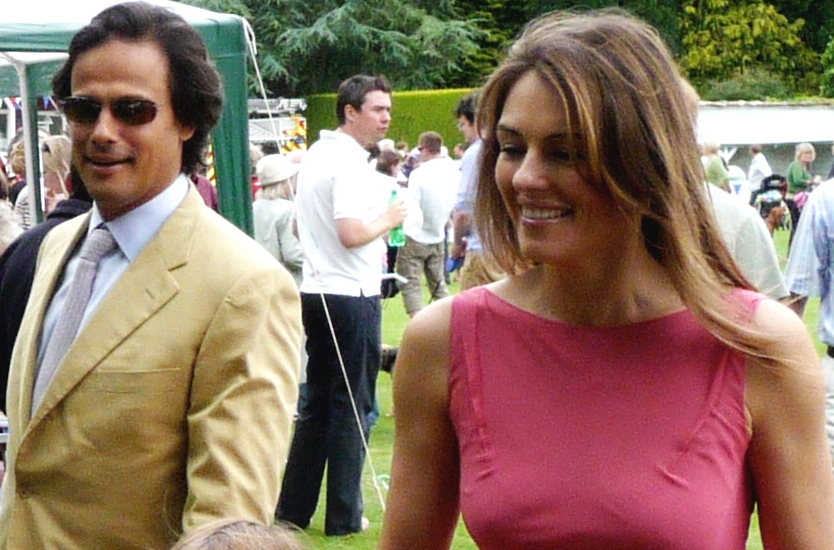
夫とともに、2008年

ヒュー・グラントと13年間交際していたが、2000年に破局。2002年、恋人のスティーブ・ビンとの間に息子（ダミアン）が生まれるが、当初相手が自分の子供だと認めなかったため、DNA鑑定をしたことが話題になった。グラントが彼女と別れた後に交際していたジェマイマ・ゴールドスミスとは、長年の友人である。
2007年3月7日、実業家アルン・ナイアル（インド人の父とドイツ人の母を持つ）とイギリスで結婚した。ジョードプルで二度目の挙式を行った。2011年6月15日に離婚。
2011年9月30日、オーストラリア人の元クリケット選手シェーン・ウォーン（en）と婚約したことが報じられた。
チャリティー活動に熱心で、乳癌撲滅キャンペーン、チャールズ3世（当時皇太子）主催のプリンスズ・トラストなどに協力している。
パッツィ・ケンジットの子供（レノン）とデヴィッド・ベッカム、ヴィクトリア・ベッカムの息子（ブルックリン・ロメオ）の名付け親でもある。

## 主な出演作品

### 映画
| 公開年 | 邦題 原題                                                               | 役名                     | 備考       |
| ------ | ----------------------------------------------------------------------- | ------------------------ | ---------- |
| 1987   | アリア Aria                                                             | マリエッタ               |            |
| 1988   | 幻の城/バイロンとシェリー Remando al viento                             | クレア                   |            |
| 1988   | 哀愁のクリスタベル Christabel                                           | クリスタベル             | テレビ映画 |
| 1990   | デスウィンズ/沈黙の航海 Der Skipper                                     | ルー                     |            |
| 1990   | ジャッカルを追え Death Has a Bad Reputation                             | ジュリア                 | テレビ映画 |
| 1992   | パッセンジャー57 Passenger 57                                           | サブリナ・リッチー       |            |
| 1994   | サイキック/犯された脳 Beyond Bedlam                                     | ステファニー             |            |
| 1994   | 炎の英雄 シャープ 死闘の果て Sharpe's Enemy                             | Lady Farthingdale        | テレビ映画 |
| 1995   | ハリソンのNY事件簿/沈黙の容疑者 The Shamrock Conspiracy                 | セシリア・ハリソン       | テレビ映画 |
| 1995   | 侵入者2 Mad Dogs and Englishmen                                         |                          |            |
| 1996   | ハリソンのNY事件簿2/偽証のプロセス Harrison: Cry of the City            | セシリア・ハリソン       | テレビ映画 |
| 1996   | サムソンとデリラ Samson and Delilah                                     | デリラ                   | テレビ映画 |
| 1997   | デンジャラス・グラウンド Dangerous Ground                               | カレン                   |            |
| 1997   | オースティン・パワーズ Austin Powers: International Man of Mystery      | ヴァネッサ・ケンジントン |            |
| 1998   | パーマネント ミッドナイト Permanent Midnight                            | サンドラ                 |            |
| 1999   | ブラボー火星人2000 My Favorite Martian                                  | ブレイス・チャニング     |            |
| 1999   | エドtv Edtv                                                             | ジル                     |            |
| 1999   | オースティン・パワーズ:デラックス Austin Powers: The Spy Who Shagged Me | ヴァネッサ・ケンジントン |            |
| 2000   | 悪魔の呼ぶ海へ The Weight of Water                                      | アデリーン               |            |
| 2000   | 悪いことしましョ! Bedazzled'                                            | 悪魔                     |            |
| 2002   | 恋のおかたづけしましョ! Bad Boy                                         | アンナ・ロックハート     |            |
| 2002   | エリザベス・ハーレーの明るい離婚計画 Serving Sara                       | サラ・ムーア             |            |

### テレビシリーズ
| 放映年    | 邦題 原題                                                              | 役名                     | 備考         |
| --------- | ---------------------------------------------------------------------- | ------------------------ | ------------ |
| 1993      | インディ・ジョーンズ/若き日の大冒険 The Young Indiana Jones Chronicles | ヴィッキー・プレンティス | ロンドン編   |
| 2011-2012 | ゴシップガール Gossip Girl                                             | ダイアナ・ペイン         | 14エピソード |
| 2017-2019 | ランナウェイズ (テレビドラマ) Marvel's Runaways                        | モーガン・ル・フェイ     |              |